# Gerbillus amoenus
Gerbillus amoenus és una espècie de mamífer rosegador de la família dels múrids. Viu a Algèria, el Txad, Egipte, Líbia, Mali, Mauritània, el Marroc, el Níger i Tunísia. Ocupa una gran varietat d'hàbitats, des de la vegetació espessa que envolta els oasis i els uadis fins als erms. És una espècie en risc mínim, és a dir, no sembla que hi hagi cap amenaça significativa per a la seva supervivència.